# Philoxène d'Érétrie
Pour les articles homonymes, voir Philoxène.

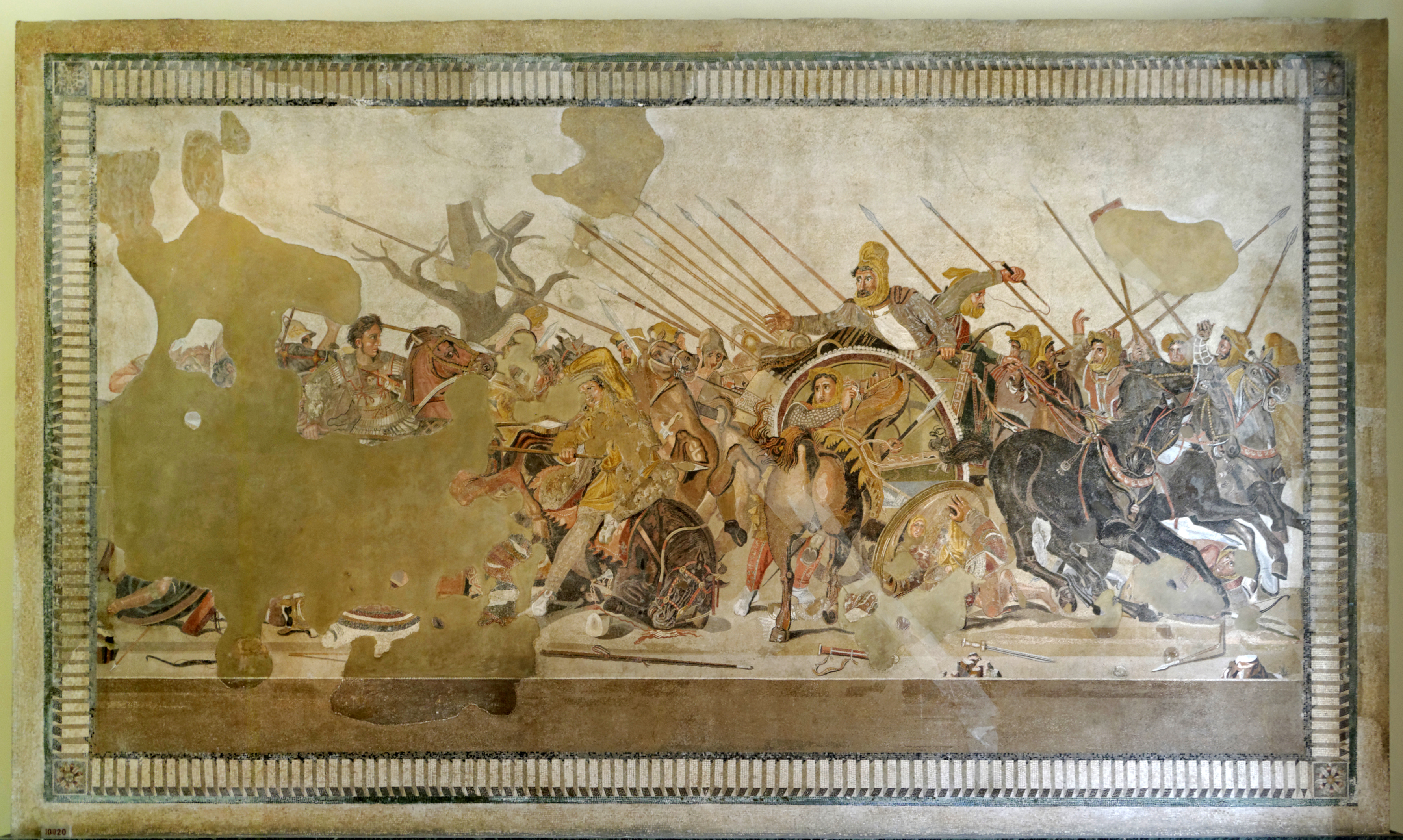
Mosaïque d'Alexandre à Pompéi

Philoxène (en grec ancien : Φιλόξενος) est un peintre grec de l'Antiquité vraisemblablement né dans la cité d'Érétrie et qui a travaillé dans la seconde moitié du IVe siècle av. J.-C. Il a été selon Pline l'Ancien formé par Nicomaque.
Apparemment très célèbre de son vivant, il a exercé ses talents auprès des rois macédoniens Philippe II, Alexandre le Grand et leurs successeurs. Il avait la réputation de peindre de manière très rapide — il aurait, selon certains témoignages, réalisé des tombeaux en seulement deux jours.
On lui attribue des œuvres telles que :
- les tombes royales de Vergina/Aigai (tombe de Philippe II, tombe dite « de Perséphone ») ;
- le tableau qui aurait servi de modèle à la mosaïque d'Alexandre à Pompéi, scène de bataille contre Darius, rois de Perse.

Pline l'Ancien fait aussi référence à trois satyres peints par lui.

## Source
- Cours d'Art Grec classique et hellénistique, 2006, Université Nancy 2, Mme Catherine Abadie-Reynal/Mlle Anne-Sophie Martz